# Westghats

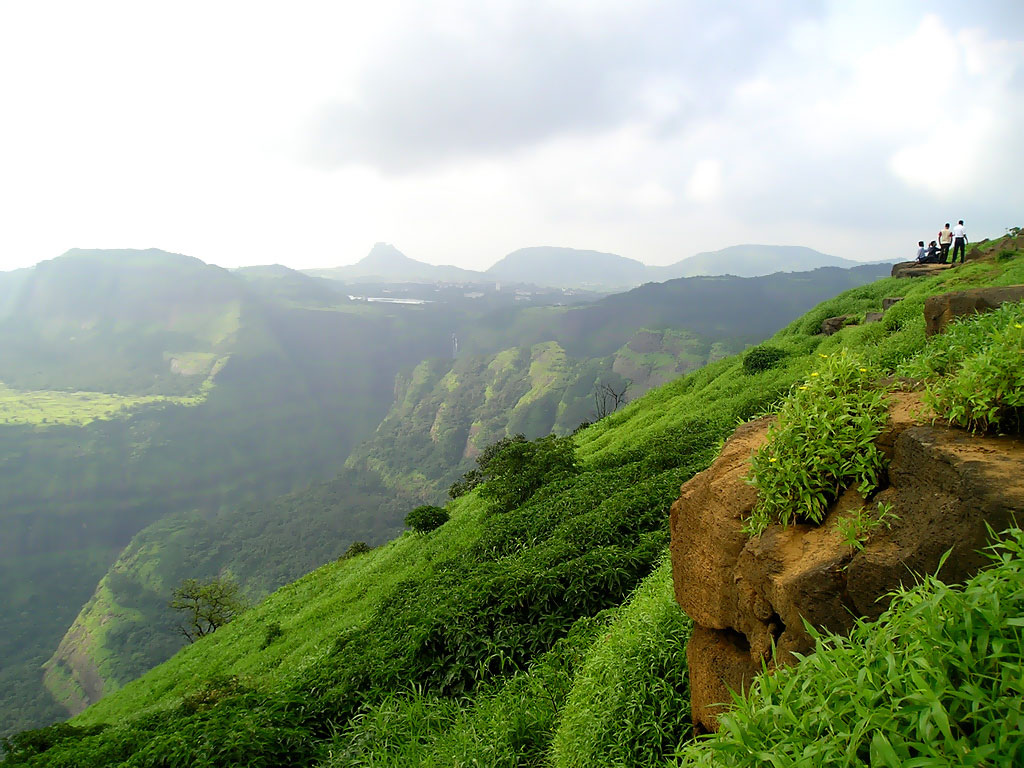
Westghats bei Lonavla

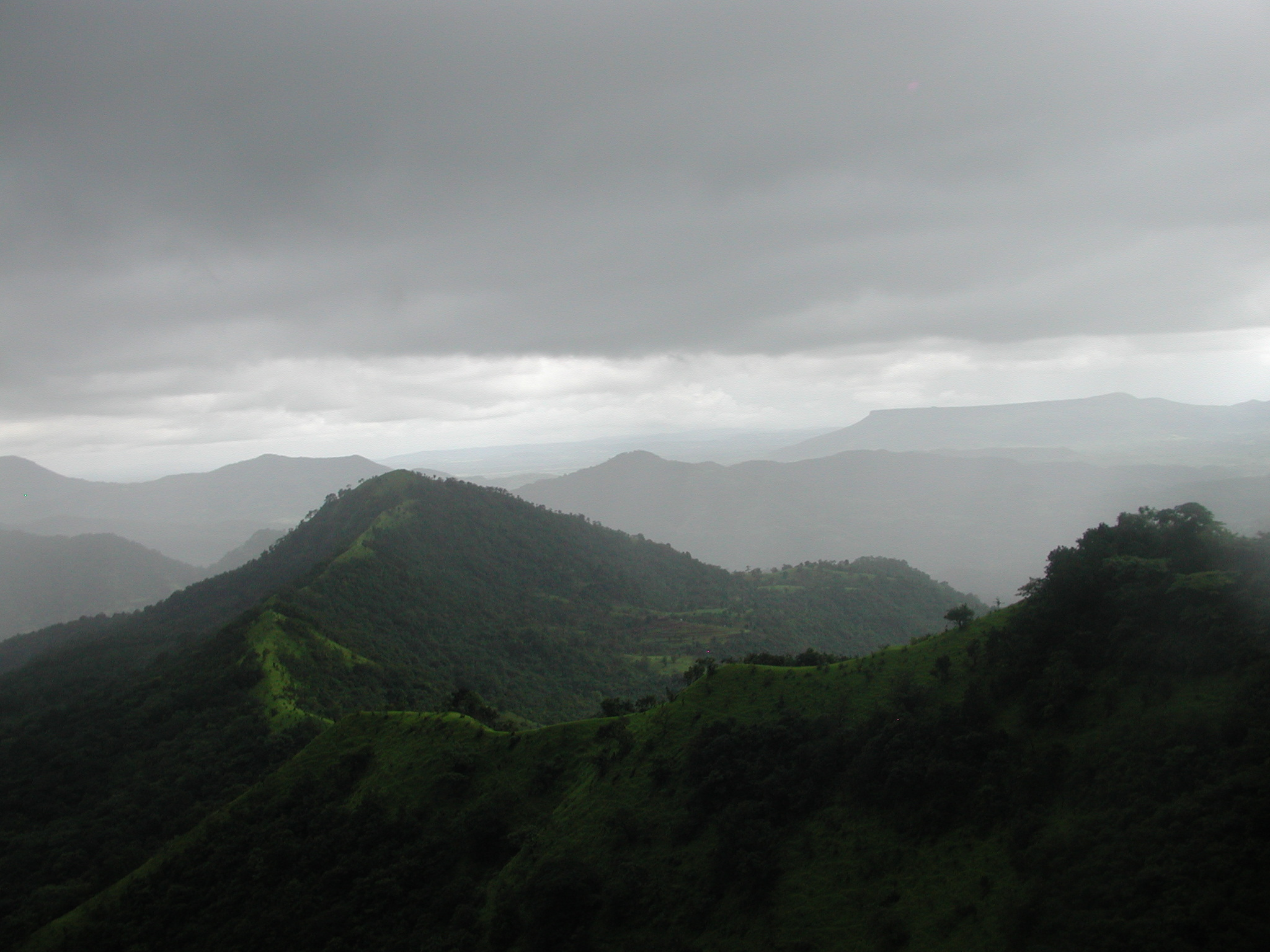
Monsun in den Westghats im Bundesstaat Maharashtra

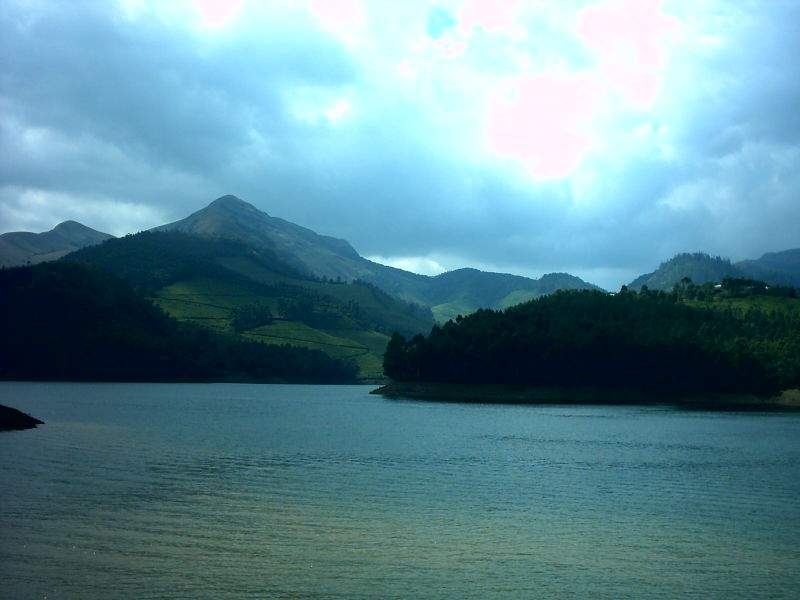
See bei Munnar in den Westghats

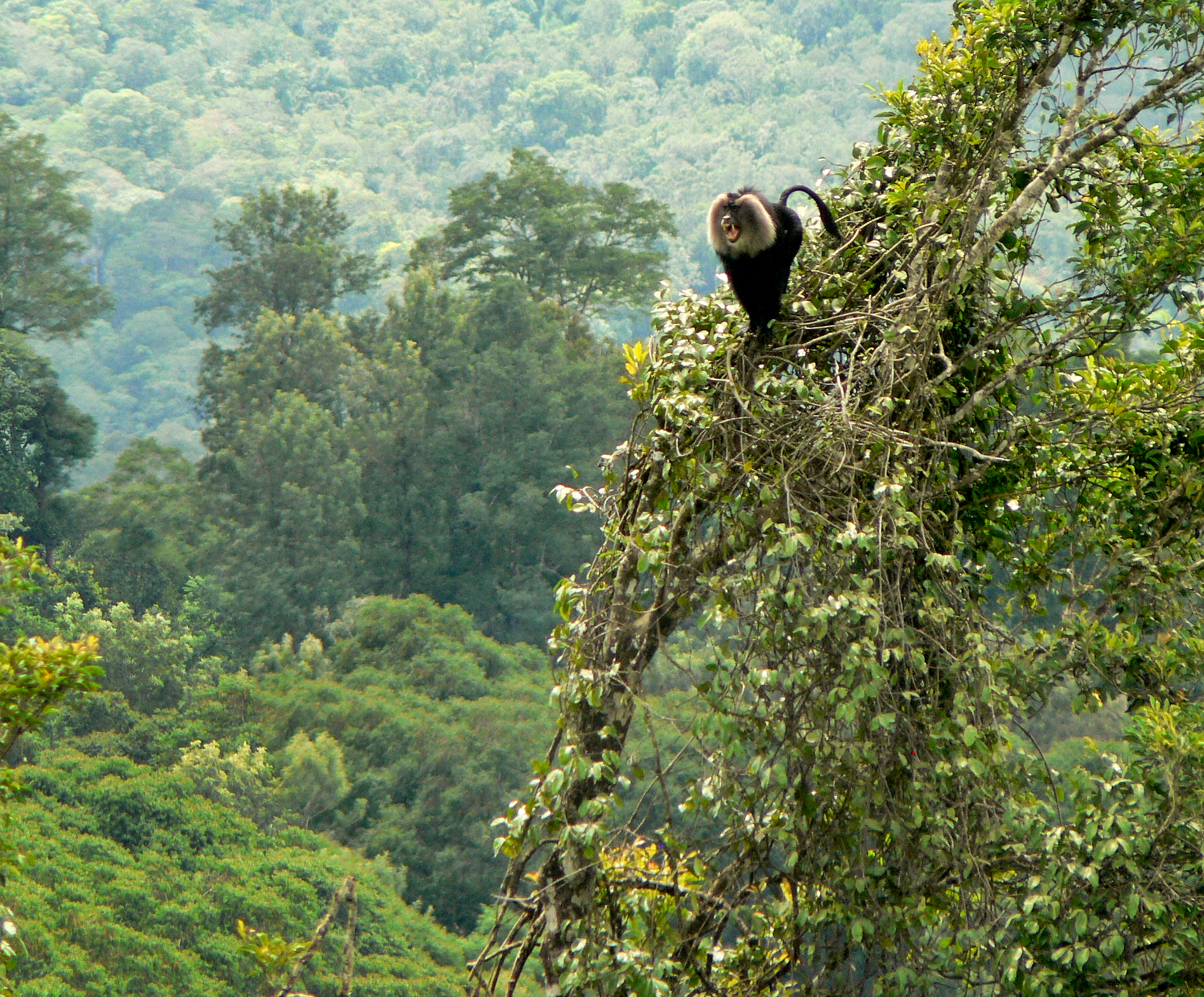
Bartaffe auf einem Urwaldriesen im Regenwald

Die Westghats (englisch Western Ghats, Hindi पश्चिमी घाट Paścimī ghāṭa, Marathi सह्याद्री Sahyādrī, Kannada ಪಶ್ಚಿಮ ಘಟ್ಟಗಳು Paścima ghaṭṭagaḷu, Malayalam പശ്ചിമഘട്ടം Paścimaghaṭṭaṁ) sind ein Gebirge im Westen Indiens, das am Rande des Hochlands von Dekkan verläuft und dieses von dem schmalen Streifen der Küstenebene und dem Arabischen Meer trennt.

## Geografie
Der Gebirgszug der Westghats beginnt im Norden südlich des Flusses Tapti an der Grenze der indischen Bundesstaaten Gujarat und Maharashtra und verläuft auf einer Länge von etwa 1600 km durch die Bundesstaaten Maharashtra, Goa, Karnataka, Kerala und Tamil Nadu fast bis zur Südspitze des indischen Subkontinents. Die durchschnittliche Höhe beträgt etwa 900 m. Höhere Gipfel finden sich im Norden Maharashtras, beispielsweise Kalsubai (1646 m), Salher (1567 m), Mahabaleshwar (1438 m) und Harishchandragad (1424 m) sowie im südwestlichen Karnataka der Kudremukha (1892 m). Die einzige größere Lücke innerhalb des Gebirgszugs ist eine zwischen den Großstädten Coimbatore und Palakkad (Palghat) verlaufende Senke, die die wichtigste Verbindung zwischen Tamil Nadu im Südosten und Kerala im Südwesten Indiens bildet; das Gebiet wird vom Bharathapuzha in Ost-West-Richtung durchflossen.
Kleinere Anhängsel der südlichen Westghats sind die Nilgiri- und Kardamomberge im nordwestlichen Tamil Nadu und die Billigirirangans im Südosten Karnatakas, die weiter östlich die Servaraya- und Tirumala-Berge treffen und somit die Westghats mit den Ostghats verbinden. Überraschenderweise befinden sich hier die höchsten Erhebungen Südindiens: Anamudi (2695 m) in Kerala und Doddabetta (2637 m) in Tamil Nadu. Die Gebirgsketten dienen wildlebenden Tieren, wie den Indischen Elefanten, als natürliche Korridore, um zwischen den Gebieten zu wechseln.
Der nördliche Teil der schmalen Küstenebene zwischen den Westghats und dem Arabischen Meer ist bekannt als Konkanküste, der südliche Teil als Malabarküste. Die Vorgebirgsregion östlich der Ghats in Maharashtra wird Desh genannt, während die Vorgebirgsregion Zentral-Karnatakas Malnad (von Kannada maḷe-nāḍu ‚Regenland‘) heißt. Die größte Stadt in den Westghats ist Pune im Desh.
Die Berge stellen ein natürliches Hindernis für den West-Monsun dar, was dazu führt, dass seine wasserreichen Regenwolken sich an den Hängen abregnen, da die an den Hängen aufsteigenden Wolken durch die Abkühlung ihr gespeichertes Wasser nicht mehr halten können. Die dichten Wälder tragen ebenfalls zu einem feucht-warmen Klima bei. Davon profitieren allein die Westhänge der Westghats, während der Osten mit dem Dekkan vergleichsweise trocken ist. Die Westghats stellen zudem die wichtigste Wasserscheide der indischen Halbinsel dar – von ihnen fließen einerseits die verhältnismäßig kurzen Flüsse der Westseite ins Arabische Meer; die weitaus längeren und größeren Flüsse auf der Ostseite, wie Godavari, Krishna und Kaveri, ergießen sich allesamt in den Golf von Bengalen. Viele dieser Flüsse sind durch Bergbau, Landwirtschaft, Siedlungen und Industrie stark belastet.

## Flora und Fauna
Ursprünglich waren die Westghats weithin von Regenwald bewachsen. Diese Wälder waren Heimat einer vielfältigen Fauna und Flora. Doch der Mensch hat starken Einfluss auf die ursprüngliche Landschaft genommen. Zahlreiche Nationalparks und Schutzgebiete liegen im Gebiet der Westghats, doch es wird angenommen, dass nur ein kleiner Teil des Gebiets im natürlichen Zustand erhalten bleiben wird.
Biogeografen haben bereits vor einiger Zeit erkannt, dass die Pflanzen- und Tierwelt der Westghats sehr vielfältig und teilweise einzigartig auf der Welt ist. Viele endemische Arten, insbesondere im Bereich der Amphibien und Reptilien, sind hier verbreitet. Die Familie der Uropeltidae innerhalb der Schlangen ist einzigartig für die Gegend. Zudem wurde im Jahr 2003 die Froschart Nasikabatrachus sahyadrensis entdeckt, die ein lebendes Fossil darstellt. Auch die Travancore-Landschildkröte aus der Gattung der Asiatischen Landschildkröten ist auf diese Gebirgskette beschränkt.
Die Westghats sind ökologisch verschieden von den trockenen Regionen im Norden und Osten und können in vier Ökoregionen eingeteilt werden. Der Norden ist etwas trockener als der Süden, erreicht etwas geringere Höhen und bildet die „Ökoregion laubabwerfender Regenwälder der nördlichen Westghats“, die als wichtige Arten Teak-Bäume und Arten der Dipterocarpaceae hat. Oberhalb von 1000 m Höhe liegt die kühl-feuchtere „Ökoregion Berg-Regenwälder der nördlichen Westghats“, deren immergrüne Hauptvertreter der Familie der Lauraceae angehören.
Die immergrünen Wayanad-Wälder von Kerala und Tamil Nadu bilden die Übergangsregion der nördlichen und südlichen Ökoregionen der Westghats. Die südlichen Ökoregionen sind im Allgemeinen feuchter und artenreicher. Auf niedrigen Höhen findet man die Ökoregion laubabwerfender Regenwälder der südlichen Westghats, mit den Hauptarten Cullenia, Teak, Dipterocarpaceae und anderen; der Sandelholzbaum war hier früher weit verbreitet. Im Bundesstaat Kerala finden sich auch Gewürzpflanzen wie der Indische Pfeffer oder der Kardamomstrauch. Im Osten geht diese in die „Ökoregion laubabwerfender Ebenen-Trockenwälder des südlichen Dekhan“ über. Oberhalb von 1000 m liegt die „Ökoregion Berg-Regenwälder der südlichen Westghats“, die kühl-feuchter als die umgebenden Tiefland-Wälder ist, obwohl in den höchsten Gebieten Grasland und Zwergwälder gefunden werden können. Dieses Gebiet ist das artenreichste Indiens: Ca. 80 % aller Blütenpflanzen der gesamten Westghats werden hier gefunden; ca. 35 % der Pflanzen, 42 % der Fische, 48 % der Reptilien und 75 % der Amphibien, die hier vorkommen, sind endemische Arten.
Die Westghats sind einer der weltweit bedeutenden Biodiversitäts-Hotspots. Im Jahr 2012 wurden 39 Schutzgebiete in den Westghats in die Liste des UNESCO-Weltnaturerbes aufgenommen.

## Höhlenklöster
Wegen ihres regenreichen Klimas und der fruchtbaren Böden sind die Westghats ein sehr altes Siedlungsgebiet. Im Bundesstaat Maharashtra existieren überdies zahlreiche Bergforts der Marathen aus dem 17./18. Abgesehen von den reizvollen landschaftlichen Aspekten finden sich an alten Handelswegen auch einige der frühesten Zeugnisse der Höhlenarchitektur. Sie wurden aus den Felswänden des Dekkan-Trapp heraus gehauen.

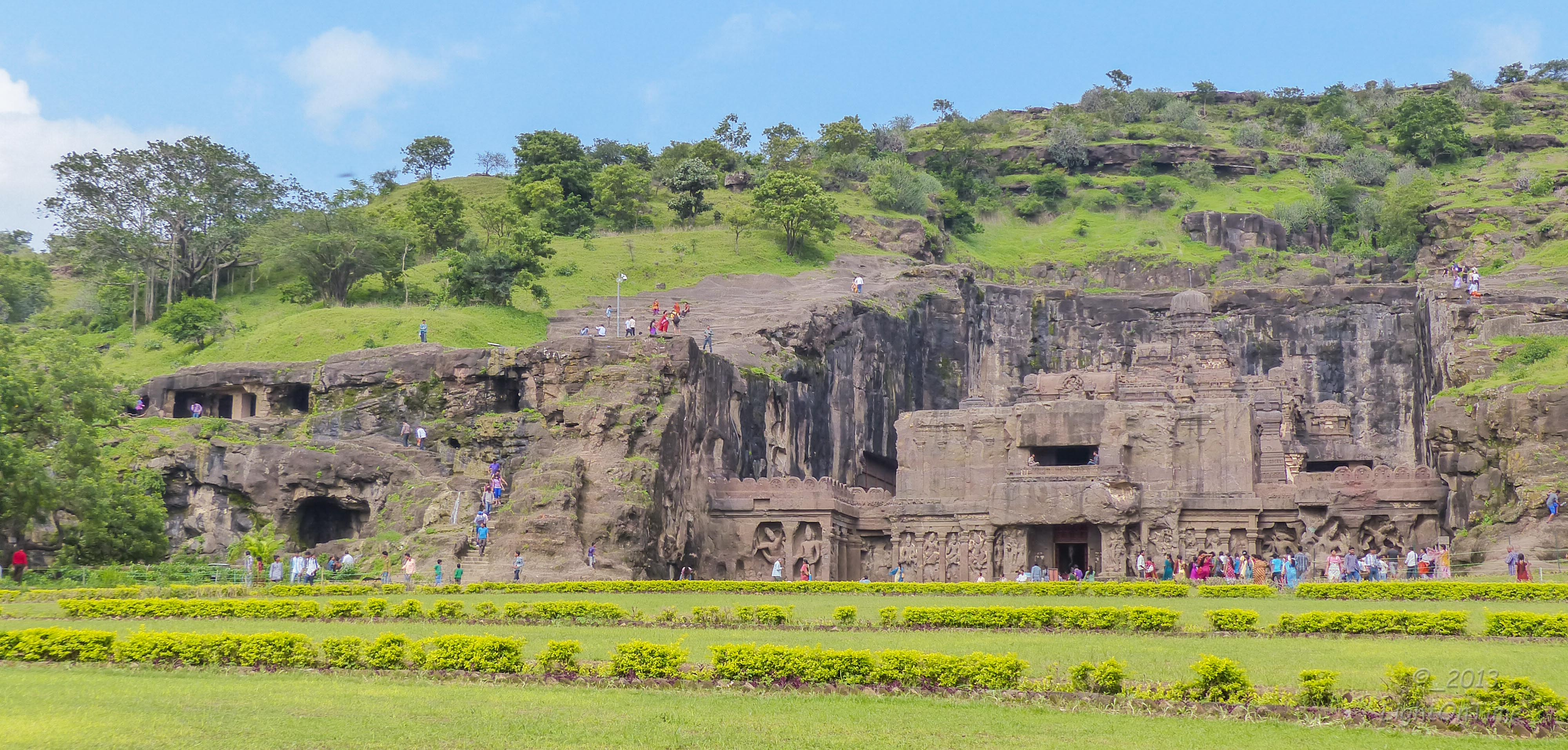
Teilansicht der Ellora-Höhlen im Westen Maharashtras
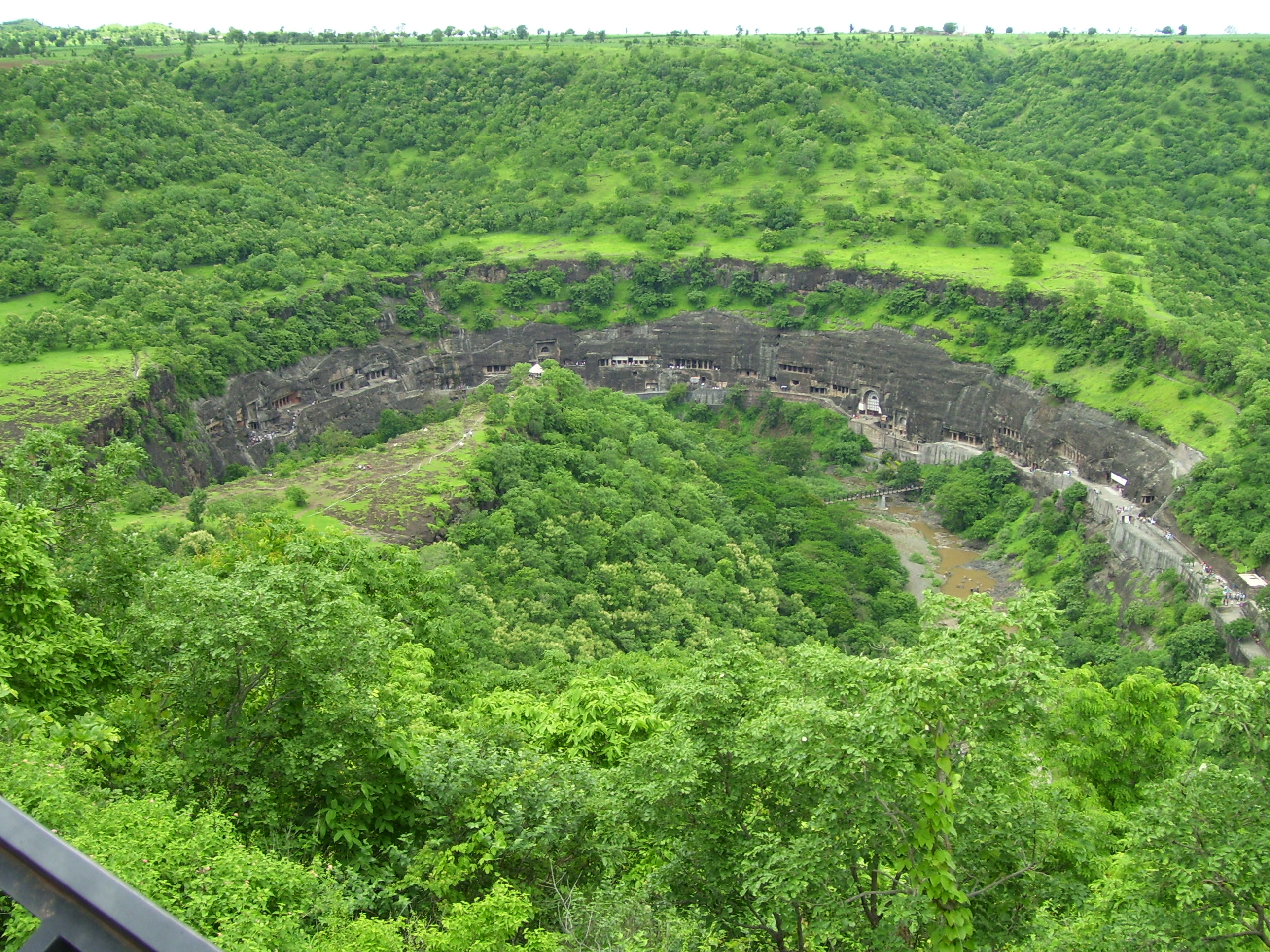
Ansicht auf den bogenförmigen Komplex der Ajanta-Höhlen in Maharashtra

Die bedeutendsten sind die Ellora-Höhlen und die Ajanta-Höhlen, die zum UNESCO-Welterbe zählen. Die Ellora-Höhlen liegen ca. 30 km nordwestlich der Stadt Aurangabad im Bundesstaat Maharashtra. Sie bestehen aus einem Komplex aus 34 buddhistischen, hinduistischen und jainistischen Höhlentempeln. Sie bilden eine ununterbrochenen Reihe von Monumenten und wurden aus über einer 2 km langen von Südost nach Nordwest verlaufenden Felswand zwischen 600 und 1000 n. Chr. herausgeschlagen.
Das Areal der Ajanta-Höhlen umfasst 30 Höhlen, einschließlich der vier unvollendeten. Sie befinden sich in einem Talkessel etwa 4 km westlich der Kleinstadt Ajanta im Norden vom Distrikt Aurangabad des Bundesstaates Maharashtra. Die Höhlen von Ajanta wurden aus einer senkrechten Klippe über dem linken Ufer des Flusses Waghora in den Hügeln von Ajanta gegraben und sind durch in den Fels gehauene Treppen mit dem Fluss verbunden. Sie wurden anfänglich von buddhistischen Mönchen bewohnt, später jedoch von brahmanistischen Anhängern benutzt, bis sie nach Feindseligkeiten zwischen den Religionen verlassen wurden und in Vergessenheit gerieten.
Weitere Höhlenklöster sind u. a. die buddhistischen Karli-Caves, Bhaja-Caves, Bedsa-Caves bei Lonavla und die Pandavleni-Höhlen bei Nashik. Einer der ältesten freistehenden Tempel Indiens befindet sich nur wenig östlich der Westghats bei Talagunda. Im Bundesstaat Maharashtra existieren überdies zahlreiche Bergforts der Marathen aus dem 17./18. Jahrhundert.

## Städte
Der Wasserreichtum der Westghats kommt mehreren Großstädten auf dem Dekkan-Plateau zugute, unter anderem Pune, Aurangabad, Nashik und Bengaluru.